# کالسکه شبح
کالسکهٔ شبح (سوئدی: Körkarlen) فیلمی سوئدی در سبک فانتزی به کارگردانی ویکتور شوستروم است که در سال ۱۹۲۱ منتشر شد. از بازیگران آن می‌توان به ویکتور شوستروم و تور اسونبرگ اشاره کرد.